# Auradou
Auradou település Franciaországban, Lot-et-Garonne megyében. Lakosainak száma 419 fő (2022. január 1.). Auradou Penne-d’Agenais, Frespech, Hautefage-la-Tour és Massoulès községekkel határos.

## Népesség
A település népességének változása:
| Lakosok száma | 227  | 256  | 311  | 342  | 382  | 379  | 396  | 415  | 422  | 419  |
|               | 1968 | 1982 | 1990 | 2006 | 2013 | 2015 | 2017 | 2019 | 2020 | 2022 |